# Joanna Szczepkowska
Joanna Szczepkowska (sinh ngày 1 tháng 5 năm 1953 tại Warsaw) là một diễn viên và nhà văn người Ba Lan. Năm 2010, bà trở thành chủ tịch của Hiệp hội các nghệ sĩ sân khấu Ba Lan (ZASP).

## Tiểu sử
Joanna Szczepkowska tốt nghiệp Học viện Nghệ thuật Sân khấu Quốc gia Aleksander Zelwerowicz (PWST) tại Warsaw vào năm 1975. Bà diễn xuất trên sân khấu của nhiều nhà hát ở Warsaw, tiêu biểu như Nhà hát Współczesny (1975−1981), Nhà hát Ba Lan (1981−1988), Nhà hát Powszechny (1988−1992 và 2000−2004), hay Nhà hát Kịch (2006−2010). Ngoài ra, bà còn góp mặt trong hơn 30 bộ phim kể từ năm 1975.
Joanna Szczepkowska cũng là một nhà văn. Các tác phẩm nổi bật là "Drugie podwórko" (2000), "Sześć minut przed czasem" (2004), "Fragmenty z życia lustra" (2004), "Gołą babę" (2005), hay hai tập thơ "Mój tata" và "Miasta do wynajęcia" (1997).
Năm 2007, Joanna Szczepkowska được trao tặng Huân chương Polonia Restituta vì những cống hiến lớn lao đối với văn hóa và nghệ thuật. Năm 2010, bà được bầu làm chủ tịch của Hiệp hội các nghệ sĩ sân khấu Ba Lan (ZASP).

## Đời tư
Joanna Szczepkowska kết hôn với nam diễn viên Mirosław Konarowski vào năm 1979. Cặp đôi hiện đã ly hôn. Hai người con gái của họ là Maria Konarowska (sinh năm 1980) và Hanna Konarowska (sinh năm 1983) cũng đều là nữ diễn viên.

## Thành tích nghệ thuật
| Năm  | Tựa đề                     | Vai diễn                   | Ghi chú |
| ---- | -------------------------- | -------------------------- | ------- |
| 1986 | Jezioro Bodenskie          | Janka                      |         |
| 1986 | Cudzoziemka                | Marta                      |         |
| 1986 | Kronika wypadków milosnych | Cecylia                    |         |
| 1987 | Matka Królów               | Marta Stecka / Stecka-Król |         |
| 1989 | Alchemik                   | Teresa Seton               |         |
| 1991 | Panny i wdowy              | Zuzanna Chmurka            |         |
| 1993 | Enak                       | Ann Miller                 |         |
| 1993 | Dwa ksiezyce               | Flora                      |         |
| 2013 | Heavy Mental               |                            |         |
| 2017 | Volta                      | Dabrowska                  |         |
| 2017 | Tarapaty                   |                            |         |
| 2020 | Tarapaty 2                 |                            |         |

| Năm       | Tựa đề                                        | Vai diễn       | Ghi chú |
| --------- | --------------------------------------------- | -------------- | ------- |
| 1975      | Czterdziestolatek                             | Joasia         |         |
| 1980      | Lato w Nohant                                 | Solange        |         |
| 1988      | Mecz                                          |                |         |
| 1989      | Dekalog                                       | Vợ của Janusz  |         |
| 1991      | Napoléon et l'Europe                          | Marie Walewska |         |
| 1996      | Damski interes z cyklu 'Opowiesci weekendowe' | Zofia          |         |
| 1997-1998 | Boza podszewka                                | Bogusia        |         |
| 2007      | Non-stop kolor                                | Mẹ của Muza    |         |
| 2008      | Pitbull                                       | Anna Gromska   |         |